# Радуля (приток Отни)
Радуля — река в России, протекает в Любытинском районе Новгородской области. Река вытекает из озера Радуля и течёт на запад, ближе к устью поворачивает на юго-запад. Устье реки находится в 8,8 км по левому берегу реки Отня между деревнями Новый Бор и Витин Бор. Ширина реки в этом месте — 6 метров, глубина — 0,3 метра. Длина реки составляет 25 км.
В 5 км от устья, по левому берегу реки впадает река Холомица.
Река протекает по территории Любытинского сельского поселения.

## Данные водного реестра
По данным государственного водного реестра России относится к Балтийскому бассейновому округу, водохозяйственный участок реки — Мста без р. Шлина от истока до Вышневолоцкого г/у, речной подбассейн реки — Волхов. Относится к речному бассейну реки Нева (включая бассейны рек Онежского и Ладожского озера).
Код объекта в государственном водном реестре — 01040200212102000021183.